# 1842 год в литературе

## Произведения
- «Беглая мысль» — произведение Фаддея Булгарина.
- «Биографические рассказы для детей» (Biographical Stories for Children) — книга Натаниела Готорна.
- «Метемпсихоза, или Душепревращение» — произведение Фадея Булгарина.
- «Мёртвые души» — поэма Николая Гоголя.
- Ś wiat w obrazkach, wi ą zanie dla dzieci z 300 rycinami — книга Яна Юлиана Щепаньского.
- «Драгоценные чётки» (Эрдэнийн эрихэ) — летописный свод о событиях монгольской истории с XII столетия вплоть до середины XIX века от Галдан-тайджи, ставший ярким образцом в монгольской литературе этого рода.

### Романы
- «Консуэло» — роман Жорж Санд.
- «Путешествие к антиподам на Целебный остров» — фантастический роман Фаддея Булгарина.

### Повести
- «Медведь» — повесть Владимира Сологуба.
- «Портрет» — повесть Николая Гоголя.
- «Тарас Бульба» — повесть Николая Гоголя (вторая редакция).
- «Шинель» — повесть Николая Гоголя (первая публикация).

### Малая проза
- «Ангел Необъяснимого. Экстраваганца» — рассказ Эдгара Аллана По.
- «Овальный портрет» — рассказ Эдгара Аллана По.
- «Тайна Мари Роже» — рассказ Эдгара Аллана По.

### Пьесы
- «Игроки» — пьеса Николая Гоголя.
- «Ямщик, или Шалость гусарского офицера» — пьеса Владимира Соллогуба.

### Литературоведение
- «Русская литература в 1841 году» — обзор В. Г. Белинского.

## Родились
- 17 января — Василий Григорьевич Авсеенко, русский писатель, литературный критик и публицист (умер в 1913).
- 20 февраля — Йозеф Виктор Видман, швейцарский журналист, писатель и поэт[1]; номинант на Нобелевскую премию по литературе (умер в 1911).
- 25 февраля — Карл Май, немецкий писатель (умер в 1912).
- 14 марта — Андрей Цанов, болгарский духовный писатель (умер в 1933).
- 18 марта — Стефан Малларме, французский поэт-символист (умер в 1898).
- 23 мая — Мария Конопницкая, польская писательница (умерла в 1910).
- 24 июня — Амброз Бирс, американский писатель (исчез в 1914).
- 11 сентября — Варфоломей Александрович Зайцев, русский публицист и литературный критик (умер в 1882).
- 12 ноября — Петер Белла, словацкий поэт (умер в 1919).
- 27 ноября — Николай Константинович Михайловский, русский публицист, социолог, литературный критик (умер в 1904).
- 8 декабря — Гергей Чики, венгерский драматург, переводчик (умер в 1891).
- 9 декабря — Пётр Алексеевич Кропоткин, русский теоретик анархизма, историк, литератор (умер в 1921).
- Людомир-Людвик Щербович-Вечор, польский писатель (умер в 1899).

## Умерли
- 23 марта — Стендаль, французский писатель (родился в 1783).
- 14 апреля — Луиза Лаура Озенн, французская писательница  (родилась в 1808).
- 1 мая — Михаил Трофимович Каченовский, русский историк, переводчик, литературный критик (родился в 1775).
- 10 ноября — Алексей Васильевич Кольцов, русский поэт (родился в 1809).